# Grazia
Grazia is een tijdschrift dat zich richt op de jonge werkende vrouw.
Het tijdschrift wordt in Nederland wekelijks uitgebracht. Naast Nederland wordt het tijdschrift ook in anderen landen uitgebracht: Frankrijk, Servië, Australië, Engeland, Thailand, Spanje, Polen, Bahrein, Griekenland, Portugal, Japan, Italië, Indonesië, India, Bulgarije, Kroatië, Slovenië, Noord-Macedonië en Duitsland.
De Italiaanse Grazia verscheen voor het eerst in 1938. De eerste Britse Grazia werd voor het eerst gepubliceerd in 2005. De naam Grazia betekent in het Nederlands 'stijl' of 'elegantie'.
Het eerste Nederlandse nummer van Grazia verscheen in augustus 2007. In 2011 werd tijdschrift Grazia tijdens het tijdschriftengala uitgeroepen tot tijdschrift van het jaar. Grazia heeft in Nederland een gemiddelde oplage van 97.179 exemplaren per week. Het blad werd aanvankelijk uitgegeven door Sanoma Media. In augustus 2013 maakte Sanoma bekend Grazia te gaan verkopen, omdat het niet paste binnen hun portefeuille. Het blad wordt sinds 2016 uitgegeven door Pijper Media.

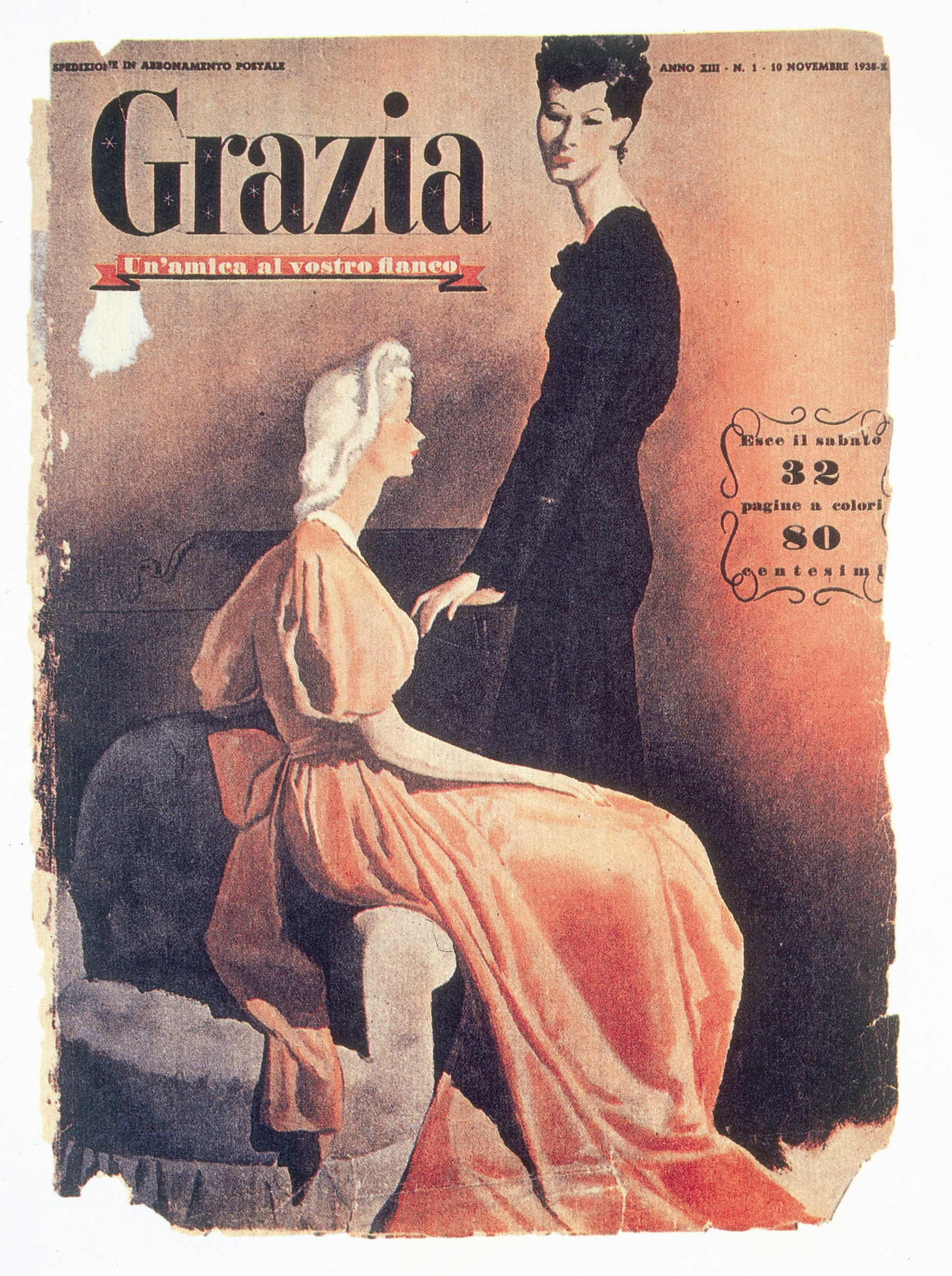
First cover Grazia 1938 Mondadori

## Onderwerpen
In Grazia worden wekelijks vrouwelijke onderwerpen behandeld.
Onderwerpen die wekelijks terugkeren in het blad zijn:
- interviews
- nieuws over beroemdheden
- informatie over mode en uiterlijke verzorging
- waar gebeurde verhalen
- lifestyle-trends
- reizen
- gezondheidsverhalen
- plekken die volgens Grazia aantrekkelijk zijn om te bezoeken

## Hoofdredactie
Hilmar Mulder was van 2007 tot en met 2014 de hoofdredacteur van Grazia, in 2010 werd zij benoemd tot hoofdredacteur van het jaar. Tijdens haar eerste baan in de journalistiek was Hilmar moderedacteur bij weekblad Yes. Tegenwoordig is zij hoofdredacteur van Libelle.